# Etzenrade
Etzenrade (en limbourgeois Ieëtselder) est un hameau néerlandais situé dans la commune de Beekdaelen, dans la province du Limbourg néerlandais, près de Jabeek. En 2009, le hameau comptait environ 30 habitants.

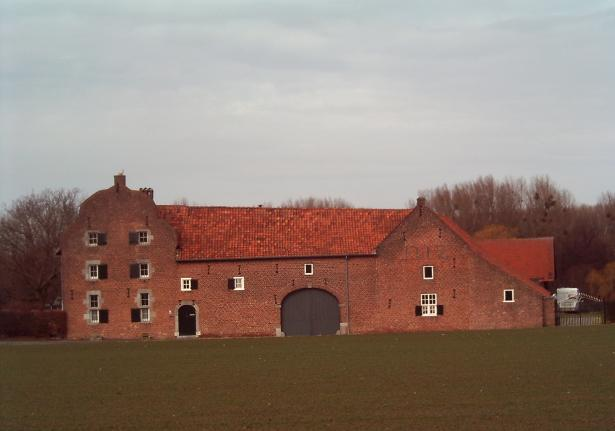
Ieëtselder Hoaf

L'Ieëtselder Hoaf est une vieille ferme fortifiée, autour d'une cour carrée, typique pour la région du Limbourg méridionale. La ferme date de 1712.